# Лемма о поднятии экспоненты
Лемма о поднятии экспоненты (lifting-the-exponent lemma, LTE-лемма) — утверждение элементарной теории чисел, позволяющее найти наибольшую степень {\displaystyle \nu _{p}} простого числа {\displaystyle p}, делящего целые числа специального вида. Наибольшее распространение получила в среде математических олимпиад. Связана с леммой Гензеля.

## Утверждение
Обозначим через {\displaystyle \nu _{p}(m)} наибольшую степень простого числа {\displaystyle p}, делящего {\displaystyle m} (т.е. степень {\displaystyle p} в разложении {\displaystyle m} на простые множители).
Для любых целых чисел {\displaystyle x} и {\displaystyle y}, положительного целого {\displaystyle n} и простого числа {\displaystyle p} таких, что {\displaystyle p\nmid x} и {\displaystyle p\nmid y}, выполнено:
- для нечётного {\displaystyle p}:
  - если {\displaystyle p\mid x-y}, то {\displaystyle \nu _{p}(x^{n}-y^{n})=\nu _{p}(x-y)+\nu _{p}(n)}
  - если {\displaystyle p\mid x+y} и {\displaystyle n} нечётное, то {\displaystyle \nu _{p}(x^{n}+y^{n})=\nu _{p}(x+y)+\nu _{p}(n)}
  - если {\displaystyle p\mid x+y} и {\displaystyle n} чётное, то {\displaystyle \nu _{p}(x^{n}+y^{n})=0}
- для {\displaystyle p=2}:
  - если {\displaystyle 2\mid x-y} и {\displaystyle n} чётное, то {\displaystyle \nu _{2}(x^{n}-y^{n})=\nu _{2}(x-y)+\nu _{2}(x+y)+\nu _{2}(n)-1=\nu _{2}\left({\frac {x^{2}-y^{2}}{2}}\right)+\nu _{2}(n)}
  - если {\displaystyle 2\mid x-y} и {\displaystyle n} нечётное, то {\displaystyle \nu _{2}(x^{n}-y^{n})=\nu _{2}(x-y)}
  - следствия:
    - если {\displaystyle 4\mid x-y} и {\displaystyle x} и {\displaystyle y} оба нечётные, то {\displaystyle \nu _{2}(x+y)=1} и, следовательно, {\displaystyle \nu _{2}(x^{n}-y^{n})=\nu _{2}(x-y)+\nu _{2}(n)}
    - если {\displaystyle 2\mid x+y} и {\displaystyle n} чётное, то {\displaystyle \nu _{2}(x^{n}+y^{n})=1}
    - если {\displaystyle 2\mid x+y} и {\displaystyle n} нечётное, то {\displaystyle \nu _{2}(x^{n}+y^{n})=\nu _{2}(x+y)}
- для всех {\displaystyle p}:
  - если {\displaystyle p\mid x-y} и {\displaystyle p\nmid n}, то {\displaystyle \nu _{p}(x^{n}-y^{n})=\nu _{p}(x-y)}
  - если {\displaystyle p\mid x+y}, {\displaystyle p\nmid n} и {\displaystyle n} нечётное, то {\displaystyle \nu _{p}(x^{n}+y^{n})=\nu _{p}(x+y)}